# 1948年5月9日の日食

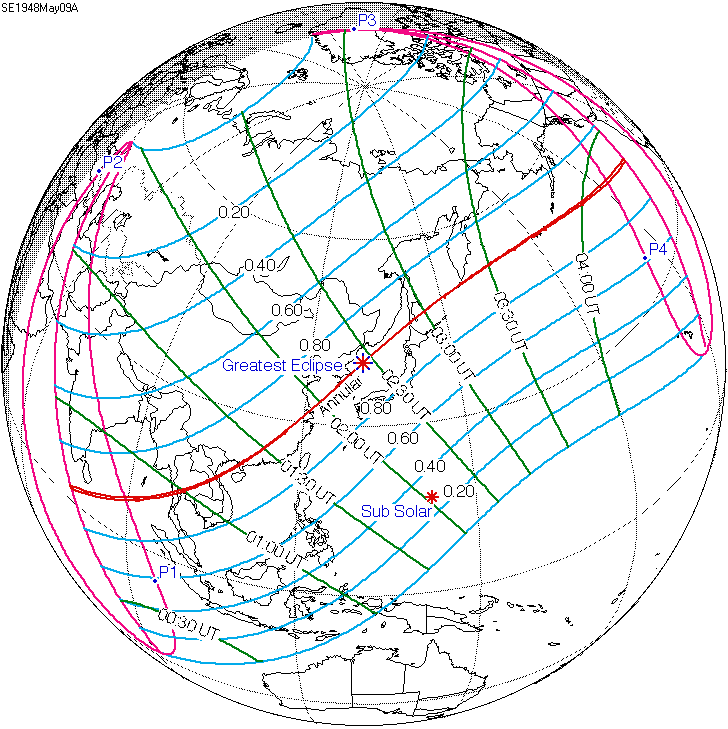

1948年5月9日の日食は、1948年5月9日に観測された日食である。インドのカルニコバル島、ビルマ、シャム、フランス領インドシナ、ベトナム民主共和国、中国、韓国、日本礼文島、ソ連、アラスカ準州で金環日食が観測され、アジアのほとんどと周辺の一部で部分日食が観測された。

## 特徴
この金環日食の時、月の本影錐の先端が地球表面に非常に近いため、擬本影が地球上で通過した金環帯は幅が非常に狭く、金環食の持続時間は非常に短く、食分が1に非常に近くて日食による太陽のリングは非常に細かった。最大食分は日本海で0.9999であり、現地の擬本影の幅はわずか200メートルで、金環食の持続時間はわずか0.2秒だった。擬本影の幅が一番広く、金環食の持続時間が一番長い、擬本影が一番先に地球と接触したインド洋北東部でも、擬本影の幅は65キロしかなく、金環食の持続時間は54.6秒だった。

## 通過した地域
金環帯が通過した、金環日食が見えた地域はインド本土から離れた離島ニコバル諸島のカルニコバル島全島、ビルマ（現在通称ミャンマー）テナセリム（現在通称タニンダーリ地方域）（主要都市ミェイクを含む）、シャム（現在通称タイ）、フランス領インドシナ（現在のラオスに属する部分）、ベトナム民主共和国（現在ベトナムの一部）南部、中国の遂渓県と海康県（現在の雷州市）の隣接地域から東南行署轄区（現在の啓東市の一部）呂四港まで広東省・江西省・浙江省、江蘇省4つの省に渡る範囲（金環帯が当時の江蘇省で通過した一部は現在の上海市崇明区北西部）、アメリカ軍政庁統治下の南朝鮮、日本の礼文島、ソ連サハリン島（樺太）南東端の一角・千島列島の磨勘留島北部と幌筵島南端の小さい部分（現地時間5月9日）、アラスカ準州（現在アメリカ合衆国のアラスカ州）のキスカ島北端とアンドリアノフ諸島北西部だった。
金環帯が非常に狭かったため、インド、日本、ソ連、アメリカ4カ国とも金環帯が通過した領土は全て離島だった。
シャムの首都バンコクには、大都市にとって極めて希少なことで、1948年から1958年までの10年の間に4回の中心食（皆既日食と金環日食）が見えた。これは1回目である。
また、金環日食が見えなくても、部分日食が見えた地域はアジアのほとんど（中東西部を除く）、ソ連の大部分（ヨーロッパ部分の西半分を除く）、ノルウェー領スヴァールバル諸島のほとんど（最南端を除く）、ニューギニア島北西部、北太平洋、ハワイ諸島、北アメリカ北西部。そのうちのほとんどでは現地時間の5月9日に日食が見え、北米では現地時間の5月8日に見えた。

## 観測
この金環食の食分が非常に大きいため、地球上から見る月と太陽の外周は非常に近かった。月面の縁にある凹凸の山のため、普通は皆既日食の時しか見えないベイリー・ビーズが見え、この日食は地球の大きさと形と月面の外周の山を測定した良い機会だった。アメリカのナショナルジオグラフィック協会は7つの観測隊の6つをそれぞれビルマのミェイク、シャムのバンコク、中国浙江省の武康（現在の徳清県に属する）、南朝鮮の牙山郡温陽邑（現在の韓国牙山市温陽洞）、日本の礼文島、アラスカ準州のアダック島に派遣し、もう1つをシェミア島からB-29戦略爆撃機に乗って空中で観測させた。この規模は過去の全ての観測を超えた。各地の天気により、結果空中と礼文島の観測は一番良い成果を得、ミェイクとバンコクは基本的に良い成果を得、アダック島は一定な価値があり、温陽邑は欠如した部分が多く、武康は日食中の雨で観測結果が最下位だった。観測は第二次世界大戦後3年未満で、日本礼文島での観測隊は特に科学界で友好を伝えた。島にある2つの村の1つ、香深村は観測隊の支援にあたった。1954年にこれを記念し、観測の中心地となった起登臼地区に記念碑が建てられ、後に治山工事の障害となるため、2003年に香深地区に所在する厳島神社境内に移設され、利尻富士を背景に建てられた。
前に発生した、この日食と同様に137番のサロス周期系列に属する1912年4月17日と1930年4月28日の金環皆既日食も食分がかなり1に近く、科学者はフランスのパリ付近とアメリカのカリフォルニア州キャンプトンビル付近でそれぞれを観測した。その後の似たような観測機会は同じサロス周期系列に属する1966年5月20日にギリシャとトルコに見えた金環日食だった。
中華民国中央研究院天文研究所（紫金山天文台の前身）と南京の国立中央大学物理学部と国防部測量局も合同観測隊を結成した。最初はアメリカの観測隊と距離を置き、2隊が同時に悪天候の影響を受けることを避けるよう、広東省で観測する計画だったが、広州、杭州、蘇州付近の天気、交通、治安情況を調べた後、アメリカ観測隊に近い浙江省余杭県（現在の余杭区）賜璧塢を選んだ。5月は中国江南地方の梅雨期で、どの候補地の気象データもこの季節に雨が多いと記載され、しかも観測資金が限られ、上海の徐家匯天文台も70%の希望があると予測した原因だった。もう1つの原因はアメリカ観測隊の機械を見学して参考になるようだった。また、1946年にアメリカとカナダに行って食変光星のスペクトルの調査と研究をし、中華民国外交部に帰国旅費の支給を停止された天文研究所の所長張鈺哲も1948年3月に金環日食観測を機に帰国し、陳遵嬀などとともに観測した。結果、悪天候のため、中国で観測したアメリカ観測隊と同様、太陽光度の変化だけが計られた。青島観象台、中山大学天文台、上海同済大学物理学部も観測をした。